# جنگل‌های جمهوری آذربایجان

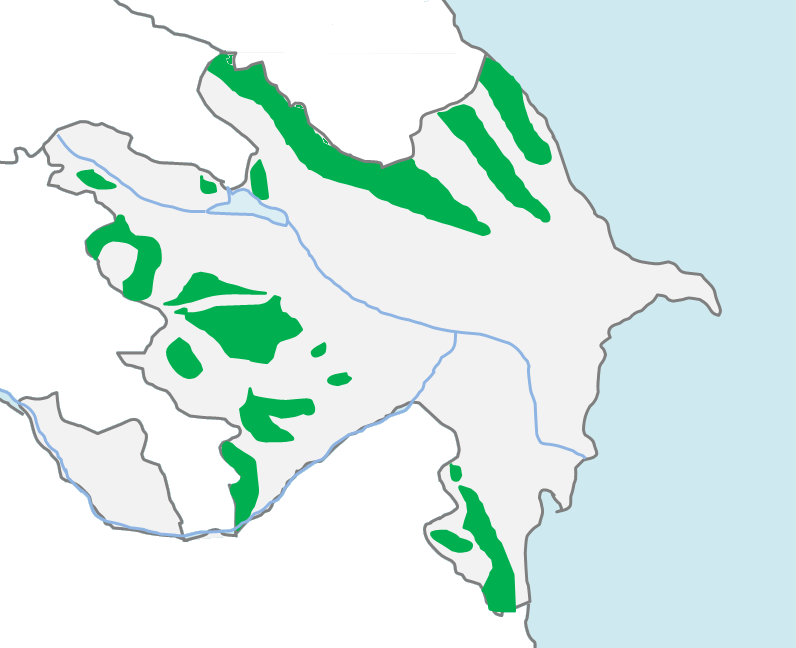
گستره جنگل‌های جمهوری آذربایجان

مساحت کل جنگل‌های جمهوری آذربایجان ۱٬۰۲۱٬۸۸۰ هکتار (۱۰٬۲۱۸٫۸ کیلومتر مربع) یا ۱۱/۸٪ مساحت این کشور است. زیست‌بوم این جنگل‌ها شامل جنگل برگریز معتدل، جنگل مختلط و پهن‌برگ معتدل، جنگل‌های مخروطی معتدل، و جنگل کنار رودی می‌شود. مختصصان، برآورد می‌کنند که در سده‌های ۸ و ۹ میلادی، پوشش این جنگل‌ها نزدیک به ۳۰٪ تا ۳۵٪ بود که بیشتر در جاهای کوهستانی قرار داشت.

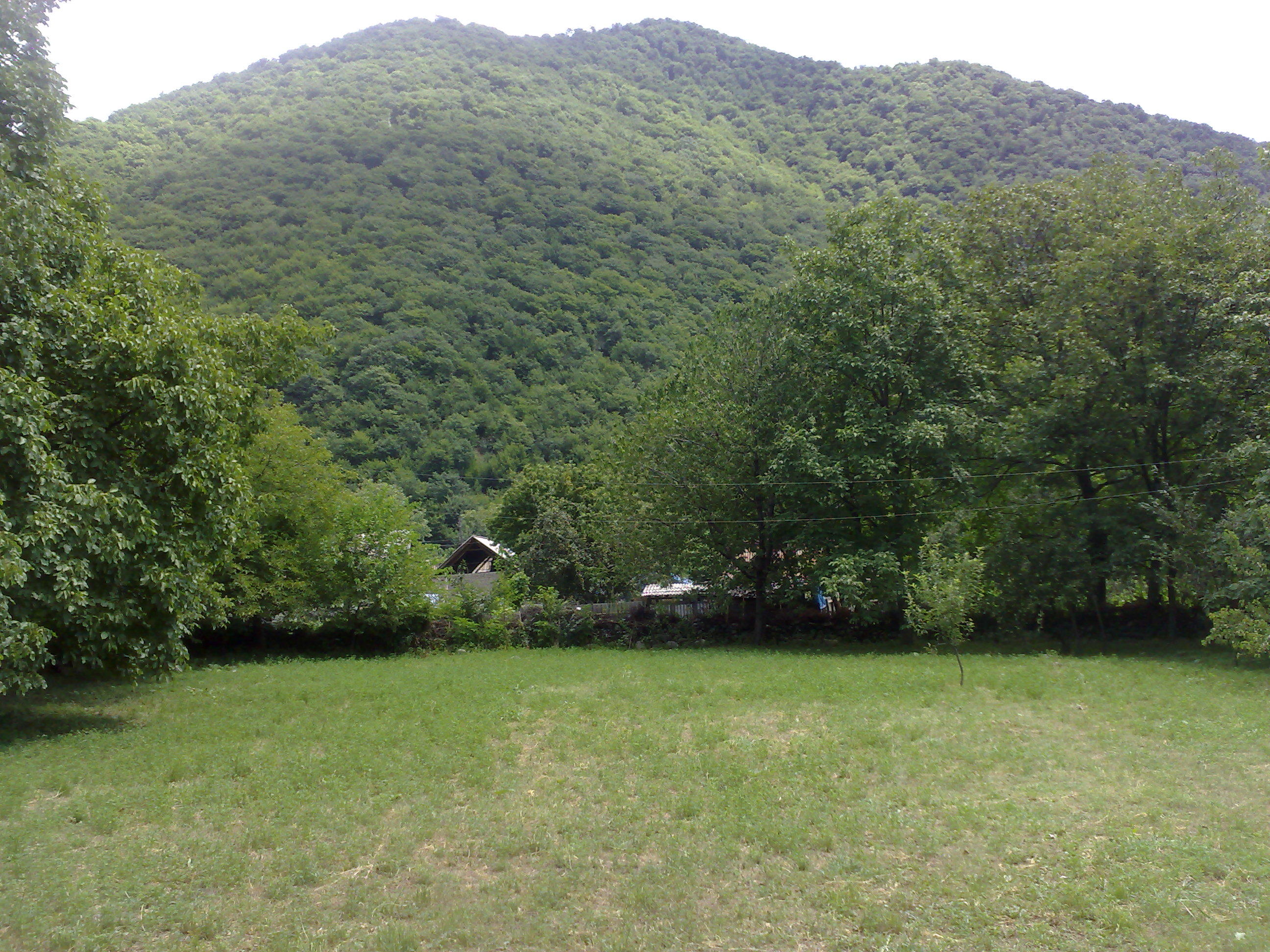
جنگل‌های منطقه شکی، جمهوری آذربایجان

درحالیکه به‌طورکلی، جمهوری آذربایجان، کشوری با پوشش جنگلی کم است این جنگل‌ها به شکل ناموزونی در کشور، پخش شده‌اند. در جاهای کم‌بلندی، پوشش جنگلی، بسیار پراکنده‌است. همچنین به خاطر بارندگی بسیار کم، رشد درخت و جنگل در این جاها دشوار است. درحالیکه در بسیار از جاهای کوهستانی و به‌ویژه جاهای مرطوب، پوشش جنگلی، بسیار بیشتر است.
۴۹٪ جنگل‌های کشور در قفقاز بزرگ، ۳۴٪ در قفقاز کوچک، ۱۵٪ در منطقه کوه‌های تالش-سرزمین پست لنکران، ۲٪ در سرزمین پست کور-آراز، و ۰٪/۵ در جمهوری خودمختار نخجوان قرار دارند.
جنگل‌های جمهوری آذربایجان به دو ناحیه بوم‌شناختی اصلی: «جنگل‌های مختلط قفقاز» در قفقاز بزرگ و کوچک، و «جنگل‌های مختلط کاسپینی هیرکانی» در منطقه کوه‌های تالش-سرزمین پست لنکران تقسیم می‌شوند.

## گیاهان
جنگل‌های آذربایجان میزبان بسیاری گونه‌های درخت و درختچه بومی هستند که ریشه در دور زمین‌شناسی ترشیاری دارند و تحت تأثیر دوره یخچالی پلیوسن و پلیستوسن نبوده‌اند.
این جنگل‌ها ۴۳۵ گونه درخت و بوته در خود دارند که ۱۵۰ گونه آن بومی هستند. برخی نمونه‌های بومی، شمشاد هیرکانی (شمشاد جنگلی)، همتای قفقازی گلابی اروپایی، اقاقیای لنکرانی (شب‌خسب)، بلوط برگ‌شاه‌فندقی (بلندمازو)، بلوط قفقازی (اوری)، زبان‌گنجشک قفقازی (Fraxinus angustifolia)، زبان‌گنجشک اروپایی (زبان‌گنجشک)، ممرز خاوری (لور)، راش خاوری، خرمالوی قفقازی (خرمندی)، لیلکی کاسپینی (لیلکی)، توسکای قفقازی (توسکای ییلاقی)، توسکای سیاه، صنوبر سپید (سپیدار)، گردوی قفقازی (لرگ)، درخت آهن پارسی (انجیلی)، درخت آزاد قفقازی (درخت آزاد)، کوله‌خاس، افرای مخملی (پلت)، افرای کاپادوکیه‌ای (شیردار)، نارون wych (ملچ)، نمدار قفقازی (Tilia dasystyla)، گیلاس وحشی (گیلاس خودرو)، بارانک وحشی، شاه‌بلوط شیرین، و نراد قفقازی هستند.

### پراکندگی جغرافیایی
بیشتر زمین‌ها در شبه‌جزیره آب‌شوران و گوبُستان، سرزمین‌های پست کورا-آراشینسکایا، و کوه‌پایه و دشت‌های نخجوان از درمنه کَم‌عُمر و گیاهان شورپسند پوشیده شده‌اند. گونه‌های مختلفی از درختچه و بوته‌های سازگار با خاک شور، مانند علف شور، پتاسی، قلیا، و شور باتلاقی وجود دارند. درختچه‌های گز و ذرت خوشه‌ای در سراسر زمین‌های پست، پخش شده‌اند.
در بخش‌های باختر جمهوری آذربایجان که زمین‌ها خشک و نیمه‌بیابانی هستند جنگل‌های پراکنده‌ای دیده می‌شوند که از جنس درخت‌های ارس، کاج، و پسته هستند. به علت در دسترس بودن آب‌های زیرزمینی در زمین‌های پست شمور-شابران، دره آلازانی-آگریتچای، و دشت‌های قره‌باغ، جنگل‌های پست در این جاها گسترده شده‌اند. بلوط، درخت اشنگ، و صنوبر در این جنگل‌ها می‌رویند.
جنگل‌های درختان پهن‌برگ راش، راش سپید، زبان‌گنجشگ، افرا، بلوط خاوری، و بلوط ایبریایی در دامنه‌های قفقاز بزرگ و کوچک دیده می‌شوند. کوه‌های تالش دارای گیاهان دوره ترشیاری با جنگل‌های درختان پهن‌برگ شب‌خسب، درخت آزاد، و انجیلی هستند.
| پراکندگی جغرافیایی گیاهان در جمهوری آذربایجان |                                         |                            |
| جنگل                                          | گیاهان غالب                             | گیاهان باارزش              |
| راش                                           | راش و افرا                              | -                          |
| مرداب                                         | افدره، ارس، و سیاه‌تلو                   | کاج و اشنگ                 |
| بلوط و راش                                    | راش سپید قفقازی، بلوط گرجی، و راش خاوری | افرا و plane Trautfetter   |
| بلوط و خاک کربناته                            | راش سپید و بلوط                         | فندق، خرمالو، و توت سرخدار |
| جنگل‌های مناطق نیمه‌گرمسیری                     | راش خاوری، راش قفقازی، و بلوط برگ‌فندقی  | انجیلی                     |
| توگای                                         | علف شور، نِی، سُلِرا، و سَرسازان            | -                          |
| گیرکان                                        | -                                       | شمشاد و البیزیا            |

## جنگل‌های کوهستانی

### جنگل‌های قفقاز بزرگ

#### جنگل‌های کوهستانی قاخ
جنگل‌های کوهستانی شهرستان قاخ در بخش جنوبی قفقاز بزرگ در باختر آذربایجان قرار دارند. در مناطق کوهستانی، بلندی این جنگل‌ها از سطح دریا ۳۵۰ تا ۲۰۰۰ متر است. زبان‌گنجشک قفقازی، بلوط قفقازی (Quercus iberica) درختان غالب در کوهستان‌های خشک و گرم هستند. لور و راش خاوری در زمین‌های خشک کوهستانی، پخش شده‌اند. درختان آوری و افرای یونانی، مرز بالایی پوشش جنگلی در کوهستان را پر کرده‌اند. در جنگل‌های کوهستانی قاخ، درختان فندق (Corylus colchica) یافت می‌شوند که گونه‌ای بومی در باختر کشور است.

#### جنگل‌های کوهستانی اغوز
جنگل‌های کوهستانی در شهرستان اغوز در خاور قفقاز بزرگ قرار گرفته‌اند. بلندی این جنگل‌ها از سطح دریا ۶۵۰ تا ۱۹۰۰ متر است. بلوط قفقازی، آوری، زبان‌گنجشک قفازی، و راش خاوری، گونه‌های ویژه جنگل‌های کوهستانی اغوز هستند.

#### جنگل‌های کوهستانی التیاگاک
درختچه‌زارها و جنگل‌های پراکنده، ویژه قفقاز بزرگ خاوری هستند. درختچه‌های ارس را می‌توان در التیاگاک یافت که بلندی آنها به ۴ متر می‌رسد. گیاهان چوبی دیگری مانند هفت‌کول، اسپیره، و زرشک معمولی نیز وجود دارند. در بلندی بیشتر از ۱۳۰۰ از سطح دریا، جنگل‌های زبان‌گنجشک پخش شده‌اند.

### کوهستان‌های قفقاز کوچک

#### جنگل‌های کوهستانی شمکور
جنگل‌های دره شمکورچای، بخشی از کناره شمالی قفقاز کوچک هستند که بیشتر در امتداد رود، گسترش یافته‌اند. گونه‌های فراوانی از افرا، گردو، و داغداغان در این جنگل‌ها دیده می‌شوند. سیاه‌تلو، انار، و ارس نیز در دامنه‌ها می‌رویند. در شهرستان شمکور، جنگل‌های راش، زبان‌گنجشک، گلابی و افرا، و بلوط گرجی و زبان‌گنجشک یافت می‌شوند. در درختچه‌زارها آلو، زالزالک، سیب، ازگیل، و گلابی وجود دارند.

### کوه‌های تالش

#### جنگل‌های هیرکانی
جنگل‌های هیرکانی در هر دو کشور جمهوری آذربایجان و ایران گسترش یافته‌اند. این جنگل‌ها ۱۰۰٬۰۰۰ هکتار (۱٬۰۰۰ کیلومتر مربع) از جمهوری آذربایجان را پوشش می‌دهند. پارک ملی هیرکان در کوه‌های تالش نزدیک به ۳۸٬۰۰۰ هکتار (۳۸۰ کیلومتر مربع) از بخش‌های گوناگون این جنگل را دربرمی‌گیرد.
جنگل‌های کاسپین بخشی از جنگل‌های هیرکانی هستند. در این جنگل‌ها برخی درختان بومی، مانند شب‌خست، انجیلی، بلندمازو، و لیلکی می‌رویند. در این جنگل‌ها ۲۱۱ گونه درختچه، ۹۰ گونه درخت، و ۱۵۰۰ گونه آونددار دیده می‌شوند. به‌غیرازآن، بلوط برگ‌فندقی، نخل خرما، ذِلکُوی، گردوی قفقازی، افرای مخملی، راش خاوری، و بلوط پارسی در جنگل‌های هیرکانی رشد می‌کنند. خاس، شمشاد هیرکانی، و چلم از گونه درختان همیشه سبز موجود هستند.

#### ینی زووند
منطقه ینی زووند در نزدیکی ناحیه لریک قرار دارد که جایی نیمه‌بیابانی است؛ بنابراین پوشش گیاهی آن در برابر خشک‌سالی، مقاوم است. در بخش بزرگی از جنگل‌های ینی زووند، گیاه فریگانا (Frigana) وجود دارد که به سه گروه، دسته‌بندی می‌شود. گروه نخست، گون مِیِری، آورئوس، و پِرسیکوس است. گروه دوم، کلاه میرحسن، و گروه سوم، اسپرس هستند. راش خاوری و آوری از درختان جنگل‌های منطقه ینی زووند هستند.

## مدیریت و محافظت
همه جنگل‌های جمهوری آذربایجان متعلق به دولت این کشور بوده و وزارت بوم‌شناسی و منابع طبیعی آذربایجان آنها را مدیریت می‌کند. امکان استفاده از زمین‌های جنگل‌ها محدود و قطع صنعتی درختان، ممنوع است. «کد جنگل» جمهوری آذربایجان و «قانون جمهوری آذربایجان برای حفاظت از محیط زیست» اسناد قانونی اصلی هستند که مدیریت و محافظت از جنگل‌های این کشور را تنظیم می‌کنند.
«برنامه ملی بازگردانی و گسترش جنگل‌های جمهوری آذربایجان» که برای بازه زمانی سال‌های ۲۰۰۳ تا ۲۰۰۸ درنظرگرفته‌شد تا اندازه‌ای در بهبود اوضاع، نقش داشته اشت: در شش سال، بازگردانی جنگل‌ها در بیش از ۷۱٬۶۳۴ هکتار (۷۱۶٫۳۴ کیلومتر مربع) انجام شد و شمار زیادی درخت، کاشته شدند. برپایه اداره توسعه جنگل‌داری وزارت بوم‌شناسی و منابع طبیعی آذربایجان، کارهای زیادی برای بازگردانی جنگل‌ها در ۱٬۰۳۱ هکتار (۱۰٫۳۱ کیلومتر مربع) انجام شدند.
دو اداره اصلی در وزارت بوم‌شناسی و منابع طبیعی آذربایجان، مسئول جنگل‌داری هستند. اداره توسعه جنگل‌داری، زمین‌ها و منابع جنگلی، و اداره تنوع زیستی و مناطق طبیعی حفاظت‌شده، جنگل‌های حفاظت‌شده را مدیریت می‌کند.

### اداره توسعه جنگل‌داری
مسئولیت اداره توسعه جنگل‌داری، بازگردانی و نگهداری جنگل‌ها است. این اداره، ۵ واحد دارد که نهاد پژوهش علمی جنگل‌داری، یکی از این واحدها است. ۳۳ بنگاه اقتصادی این اداره، مسئول بازگردانی و حفاظت از جنگل‌ها، ۲ بنگاه اقتصادی مسئول جنگل‌زائی، و ۶ بنگاه اقتصادی مسئول کارهای گلخانه‌ای هستند.

## مشکلات
جنگل‌های جمهوری آذربایجان، مشکلات زیادی دارند. بیشتر این مشکلات، به خاطر نبود آگاهی مردم محلی دربارهٔ مدیریت جنگل‌داری پایدار، تأثیر تغییر اقلیم، و عدم اجرای کافی قوانین موجود برای حفاظت از جنگل‌ها هستند.
قرار گرفتن بخشی از جنگل‌ها در کشور ارمنستان (ناگورنو قره‌باغ و مناطق اطراف آن) باعث رسیدن آسیب جدی به جنگل‌ها و به‌ویژه، جنگل‌های مناطق کوهستانی شده‌است.
یک مشکل جدی دیگر، قطع غیرقانونی درختان برای تهیه هیزم است که به تنوع زیستی آسیب می‌زند و باعث زیان‌های اجتماعی و اقتصادی می‌شود. از هنگام استقلال آذربایجان از اتحاد جماهیر شوروی سوسیالیستی، مدیریت ضعیف در بسیاری از مناطق و به‌ویژه، روستاهای نزدیک به جنگل‌ها و الوارسازی غیرقانونی، مشکل همیشگی بوده‌است.